# Радус Федір Никифорович
Федір Никифорович Радус (1910—1988) — радянський військовий льотчик морської авіації. Учасник Другої світової війни. Герой Радянського Союзу (1940). Полковник.

## Біографія
Федір Никифорович Радус народився 20 грудня 1910 року у повітовому місті Новгороді-Сіверському Чернігівській губернії Російської імперії (нині місто, адміністративний центр Новгород-Сіверського району Чернігівської області України) у сім'ї робітника. Українець. Незабаром після початку Першої світової війни родина Радус перебралася на Північний Кавказ у місто Армавір. Тут Федір Никифорович закінчив школу та міський аероклуб. Хотів вступати до військової авіаційної школи, але не пройшов медичної комісії. В Армавір Федір Никифорович уже не повернувся. Влаштувався в Грозному, де після закінчення школи будівельного учнівства при тресті «Грознефть» працював інструктором-столяром у школі фабрично-заводського учнівства. У 1930 став членом ВКП(б). Партквиток допоміг Федору Никифоровичу здійснити юнацьку мрію, і з грудня 1931 року він уже курсант Військової школи морських льотчиків і льотчиків-спостерігачів ВПС РСЧА імені Сталіна в Єйську.
Після закінчення військово-морської авіаційної школи Ф. Радус був залишений у ній на інструкторській роботі і прослужив тут на посадах інструктора-пілота, інструктора-льотчика та командира навчальної ланки понад три з половиною роки. З середини січня 1937 року Федір Миколайович на Балтійському флоті. Служив командиром ланки та командиром загону в 47-му (з 15 січня 1937 року по 26 січня 1938 року) та 46-му (з 26 січня по 25 квітня 1938 року) швидкісних бомбардувальних ескадрильях ВПС КБФ. У квітні 1938 року Ф. Н. Радус був переведений на посаду інструктора з техніки пілотування в 57-й швидкісний бомбардувальний авіаційний полк. Вже в перші місяці перебування в полку Федір Никифорович зарекомендував себе досвідченим морським льотчиком із чудовою технікою пілотування. Наприкінці липня 1938 року його вже було призначено помічником командира 4-ї ескадрильї полку, а лютому 1939 року — 1-ї ескадрильї.
У Радянсько-фінській війні 57-й швидкісний бомбардувальний авіаційний полк у складі 8-ї бомбардувальної авіаційної бригади ВПС Балтійського флоту брав участь з перших днів. У ході бойових дій старший лейтенант Ф. Радус, діючи з аеродрому недалеко від узбережжя Копорської губи, багаторазово водив групи СБ та ДБ-3Ф на бомбардування фінських укріплень на Карельському перешийку та об'єктів на території Фінляндії. 29 лютого 1940 року при поверненні з бойового завдання з бомбардування інфраструктурних об'єктів супротивника в його глибокому тилу один із літаків групи старшого лейтенанта Ф. Радуса був підбитий і здійснив вимушену посадку на ворожій території. Не в змозі кинути у біді своїх бойових товаришів, Федір вирішив підібрати екіпаж збитого бомбардувальника. Умов для посадки в місці падіння радянського літака практично були відсутні, але зробивши над ним кілька кіл, Радус все ж таки зміг виявити придатний для цієї мети майданчик. З величезним ризиком для життя він майстерно посадив свій літак на невеликий п'ятачок серед крижаних торосів, підібрав трьох льотчиків збитого бомбардувальника і благополучно повернувся на свій аеродром. Після завершення Зимової війни у березні 1940 Ф. Радус був зроблений капітанами і представлений до звання Героя Радянського Союзу.
Указ Президії Верховної Ради СРСР про присвоєння капітанові Радусу Федору Никифоровичу звання Героя Радянського Союзу було підписано 21 квітня 1940 року.
У грудні 1940 року Федір Никифорович був направлений на Вищі курси удосконалення командного складу ВПС та ППО ВМФ (Новий Петергоф), з яких був достроково випущений вже після початку Німецько-радянської війни наприкінці червня 1941 року. У боях з німецько-фашистськими загарбниками капітан Ф. Радус з 10 липня 1941 року на посаді командира ескадрильї 73-го пікіруючого бомбардувального авіаційного полку 10-ї змішаної авіаційної бригади ВПС Балтійського флоту. Воював на бомбардувальнику Пе-2. Брав участь в обороні Таллінна та Ханко, захищав об'єкти військово-морського флоту на островах Езель та Даго. У вересні 1942 року Ф. Радус як досвідчений морський льотчик-розвідник направили на Чорноморський флот. З 29 вересня 1941 року Федір на посаді заступника командира 3-ї ескадрильї брав участь в обороні Севастополя у складі 62-го змішаного авіаційного полку особливої (Фрайдорської) групи ВПС Чорноморського флоту. Неодноразово на користь командування флоту Федір Никифорович поодинці вилітав на виконання «особливих завдань», за успішне виконання яких йому було оголошено подяку Військової Ради Чорноморського флоту. Під час запеклих боїв за Севастополь у листопаді 1941 року капітан Радус здійснив понад 30 бойових вильотів на знищення живої сили та техніки супротивника. У повітряному бою над містом він збив німецький винищувач Ме-109. У листопадових боях 1941 62-й змішаний авіаційний полк зазнав великих втрат і був виведений на переформування. У Севастополі з його складу залишилося лише три екіпажі пікуючих бомбардувальників, серед яких був і екіпаж капітана Радуса. Незабаром ця ланка влилася до складу 40-го бомбардувального авіаційного полку 63-ї важкообомбардувальної авіабригади дальньої дії ВПС ВМФ, у складі якого Федір Никифорович боровся до евакуації полку із Севастополя у травні 1942 року. З лютого 1942 року він обіймав посаду командира 1-ї ескадрильї полку.
Незабаром після виведення полку з Кримського півострова Ф. Радус отримав звання майора і був направлений до Камишина, де на базі Військово-морського авіаційного училища імені Леванєвського приступив до формування 28-го пікіруючого бомбардувального авіаційного полку. Після стажування на базі 3-го запасного авіаційного полку ВПС ВМФ у Казахстані в червні 1942 полк під командуванням майора Ф. Радус убув на Кольський півострів і був включений до складу особливої морської авіаційної групи Північного флоту. До кінця жовтня 1942 року екіпажі полку займалися зустріччю та супроводом у територіальних водах СРСР морських конвоїв. Наприкінці жовтня ОМАГ було розформовано, а 28-й бомбардувальний авіаційний полк було відправлено до тилу на переформування.
Влітку 1943 майор Ф. Радус отримав нове призначення. Цього разу його чекала служба у складі Північної Тихоокеанської флотилії. 23 червня Федір розпочав виконання обов'язків командира 42-го змішаного авіаційного полку ВПС СТОФ, що базувався на Сахаліні. У зв'язку з планами переформування полку в винищувальний у грудні 1944 року командир полку майор Радус разом із особовим складом 3-ї ескадрильї, оснащеної літаками СБ і Пе-2, убув у Примор'ї на аеродром Унаші, де наприкінці місяця почав формування 55- окремого пікірувального авіаційного полку. До квітня 1945 року Федір зумів створити згуртований боєздатний колектив, який добре зарекомендував себе під час Радянсько-японської війни. За тринадцять днів участі у бойових діях льотчики полку здійснили 135 бойових вильотів та скинули на супротивника 81650 кілограм авіаційних бомб. Льотчиками полку було завдано великої шкоди ворогові в живій силі та техніці, потоплено 2 транспорти загальним водотоннажністю до 12000 тонн і ще два були сильно пошкоджені. Особисто майор Ф. Радус зробив 7 бойових вильотів, в ході яких він особисто знищив 2 пакгаузи на станції Ранан, 2 склади з пальним на станції Сейсін, до 15 автомашин з військами та вантажами, зруйнував залізничне полотно, винищив до 50 японських солдатів. 9 серпня 1945 року він брав безпосередню участь у потопленні ворожого транспорту водотоннажністю до 6000 тонн у порту Расін. За зразкове виконання бойових завдань командування особовому складу полку було оголошено подяку від імені Верховного Головнокомандувача.
Після закінчення Другої світової війни Ф. Радус продовжив службу у ВПС Тихоокеанського флоту. Командував своїм полком до лютого 1946 року, потім 62-м мінно-торпедним авіаційним полком. У 1947—1950 роках Федір Никифорович обіймав посади помічника та заступника командира 19-ї мінно-торпедної авіаційної дивізії ВПС 8-го Військово-Морського флоту.
У грудні 1951 — січні 1952 року пройшов перепідготовку на Вищих офіцерських льотно-тактичних курсах морської авіації в Ризі. Потім із січня 1952 року по грудень 1954 року був військовим радником у Народній Республіці Болгарія.
Після закінчення 1956 року Вищої військової академії імені К. Є. Ворошилова Федір Никифорович служив командиром 19-го навчального загону ВПС Чорноморського флоту. З вересня 1960 полковник Ф. Радус у запасі.
Після звільнення з армії Федір жив у Грозному. У травні 1964 року переїхав до Гудаути. До листопада працював диспетчером служби руху місцевого аеропорту. Станом здоров'я змушений був залишити службу. Оселився в селищі Кудепста міста Сочі, з 1967 по 1968 керував авіамодельним гуртком Сочинського будинку піонерів. З 1968 жив у Грозному, потім переїхав до Краснодара.
Помер 22 листопада 1988 року. Похований у Краснодарі на Слов'янському цвинтарі.

## Нагороди
- Медаль «Золота Зірка» (21.04.1940);
- два ордени Леніна (21.04.1940; 30.12.1956);
- три ордена Червоного Прапора (10.05.1942; 09.09.1945; 19.11.1951);
- орден Вітчизняної війни 1-го ступеня (11.03.1985);
- орден Червоної Зірки (05.11.1946);
- медалі, у тому числі:
  - медаль «За бойові заслуги» (03.11.1944);
  - медаль «За оборону Севастополя»;
  - медаль «За перемогу над Японією».

## Пам'ять

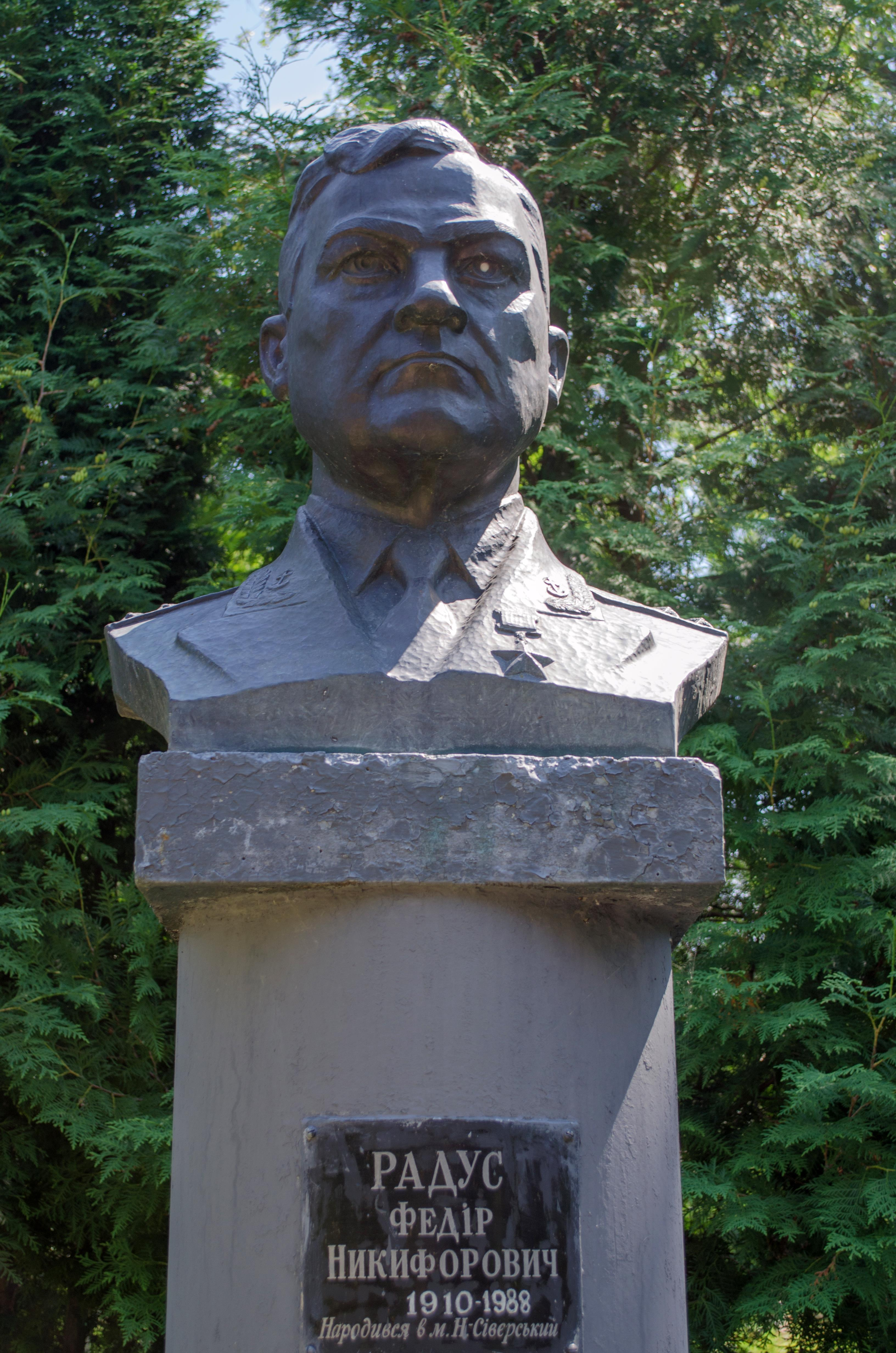
Погруддя Ф. Радуса в Новгороді-Сіверському.

- Погруддя Героя Радянського Союзу Ф. Радуса встановлений на Алеї Слави у місті Новгороді-Сіверському.
- Ім'я Героя Радянського Союзу Ф. н. Радус увічнено на меморіальному комплексі Слави імені Ахмата Кадирова у Грозному.
- Ім'я Героя Радянського Союзу Ф. Н. Радус носить ракетоносець Ту-22М3 7061 гвардійської авіабази морської авіації Тихоокеанського флоту.

## Документи
- Общедоступный электронный банк документов «Подвиг Народа в Великой Отечественной войне 1941—1945 гг.». Архів оригіналу за 11 травня 2017. Процитовано 16 вересня 2013.

Орден Красного Знамени (наградной лист, награждён приказом № 32с от 10.05.1942).
Орден Красного Знамени (наградной лист и приказ о награждении от 09.09.1945).
Орден Отечественной войны 1-й степени (информация из карточки награждённого к 40-летию Победы).
Медаль «За боевые заслуги» (наградной лист и приказ о награждении).